# Delosperma
Delosperma és un gènere de plantes suculentes que conté un centenar d'espècies. Pertany a la família Aizoaceae. Són plantes nadiues del sud i est d'Àfrica.

## Algunes espècies
- Delosperma acuminatum[1]
- Delosperma bosseranum[2]
- Delosperma cooperi[1]
- Delosperma congesta
- Delosperma echinatum
- Delosperma ecklonis[1]
- Delosperma esterhuyseniae[1]
- Delosperma floribunda
- Delosperma hallii[1]
- Delosperma hallii aff. litorale St. Fancis Bay[1]
- Delosperma harazianum[1]
- Delosperma harazianum Shibam[1]
- Delosperma herbeum
- Delosperma hirtum[1]
- Delosperma lehmannii
- Delosperma lydenbergensae[1]
- Delosperma nakurense[3]
- Delosperma nubigenum[1]
- Delosperma pageanum[1]
- Delosperma pergamentaceum[1]
- Delosperma tradescantioides[1]
- Delosperma vinaceum

## Galeria d'imatges

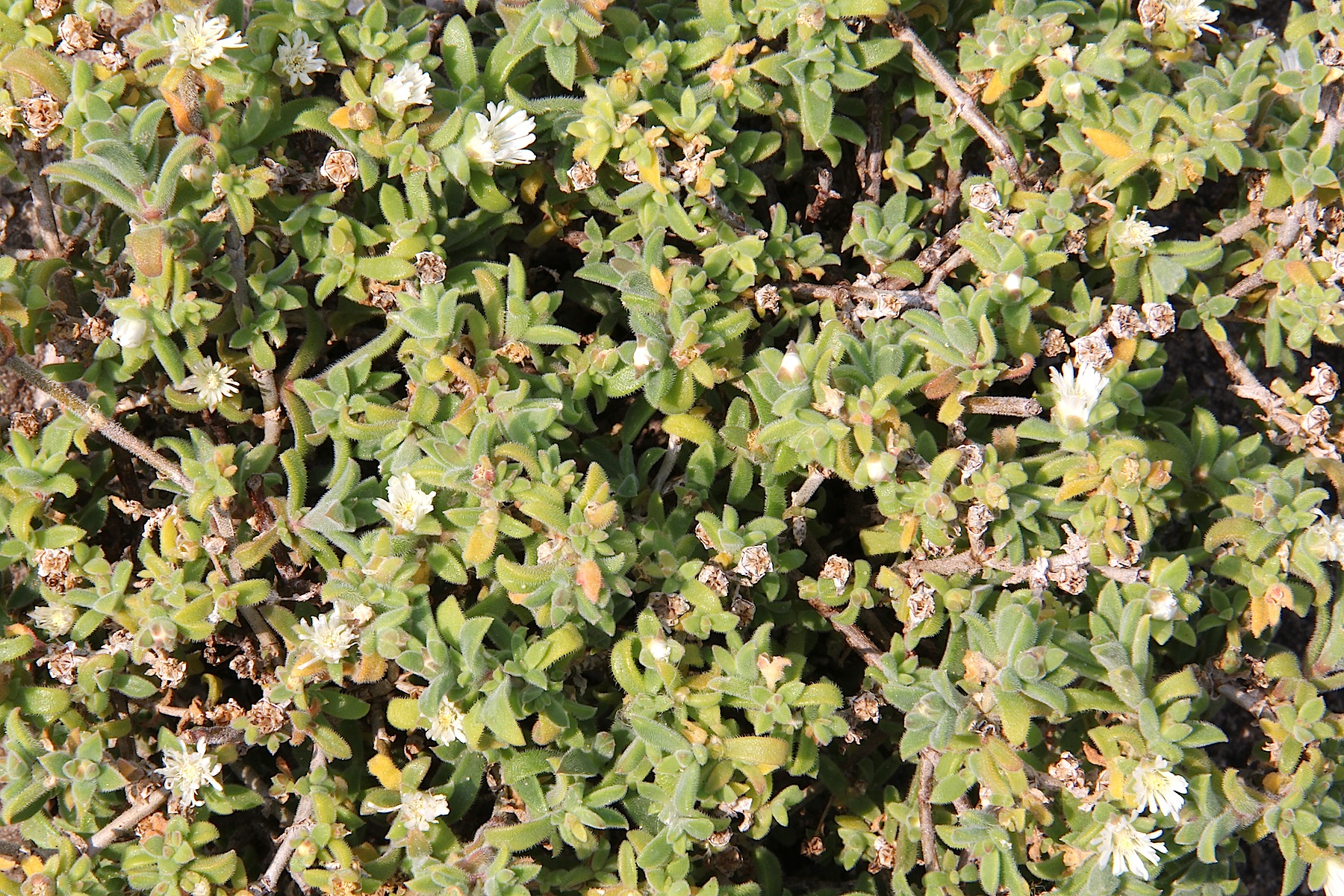
D. ecklonis
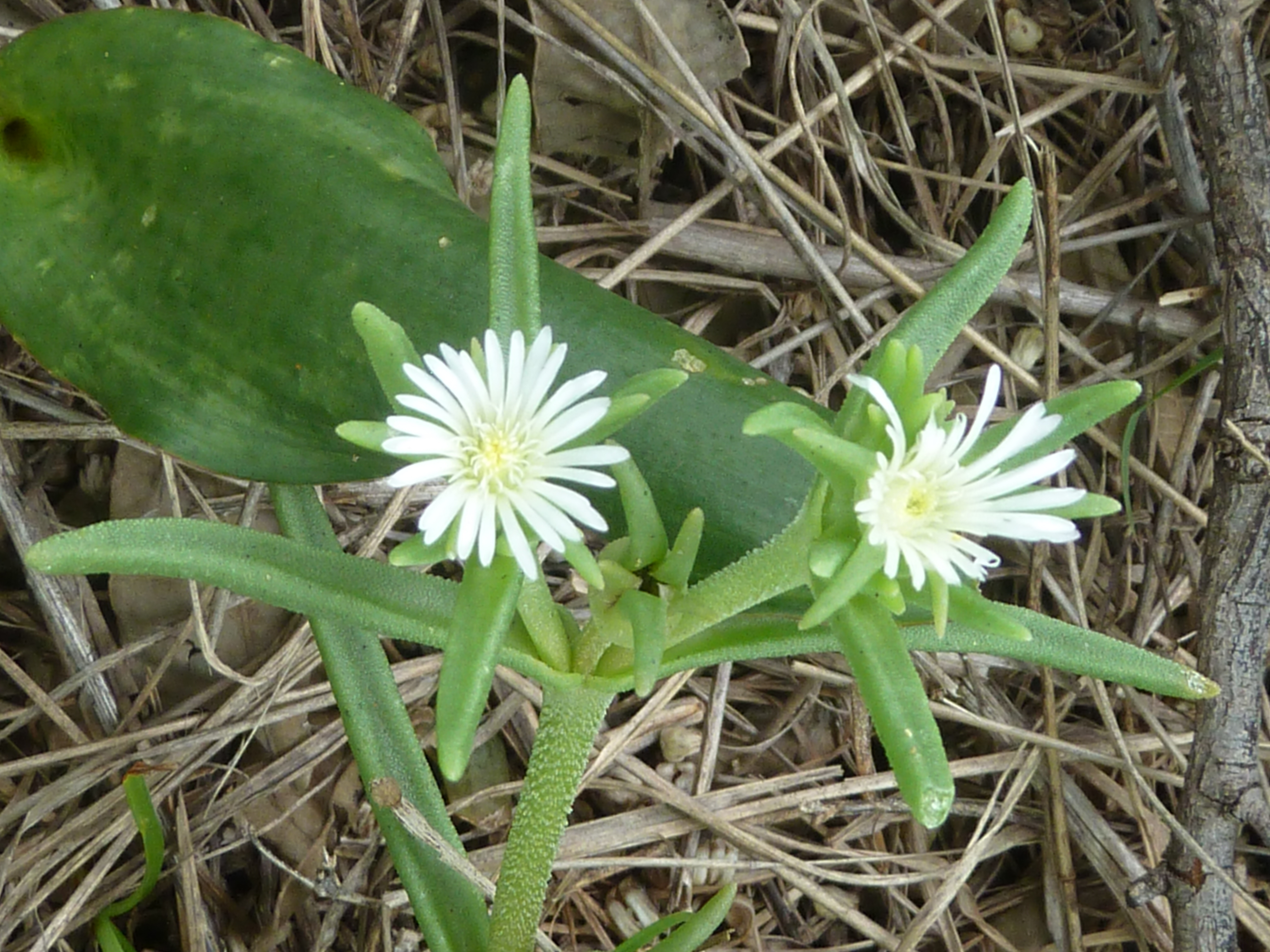
D. herbeum
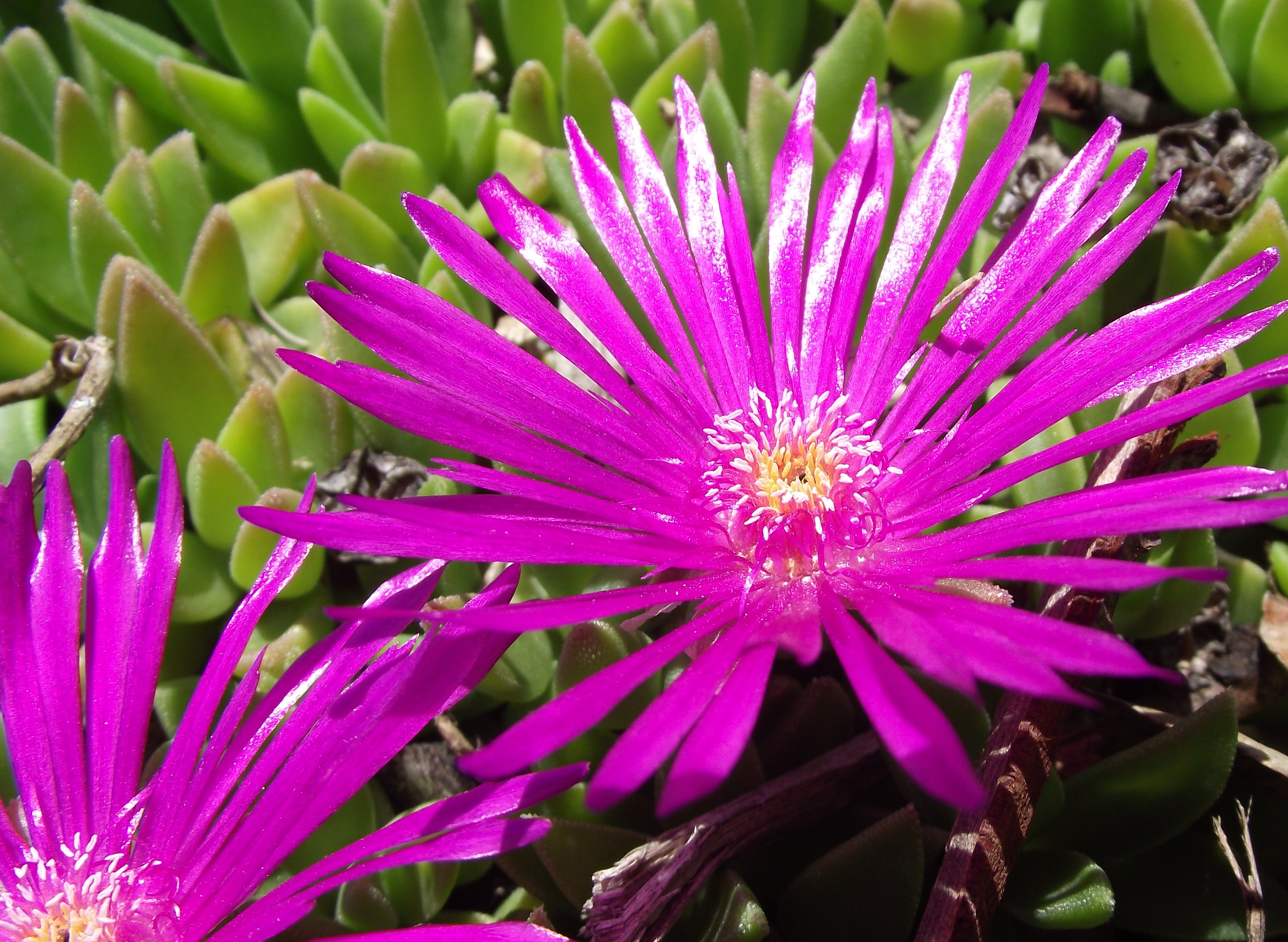
D. lavisiae
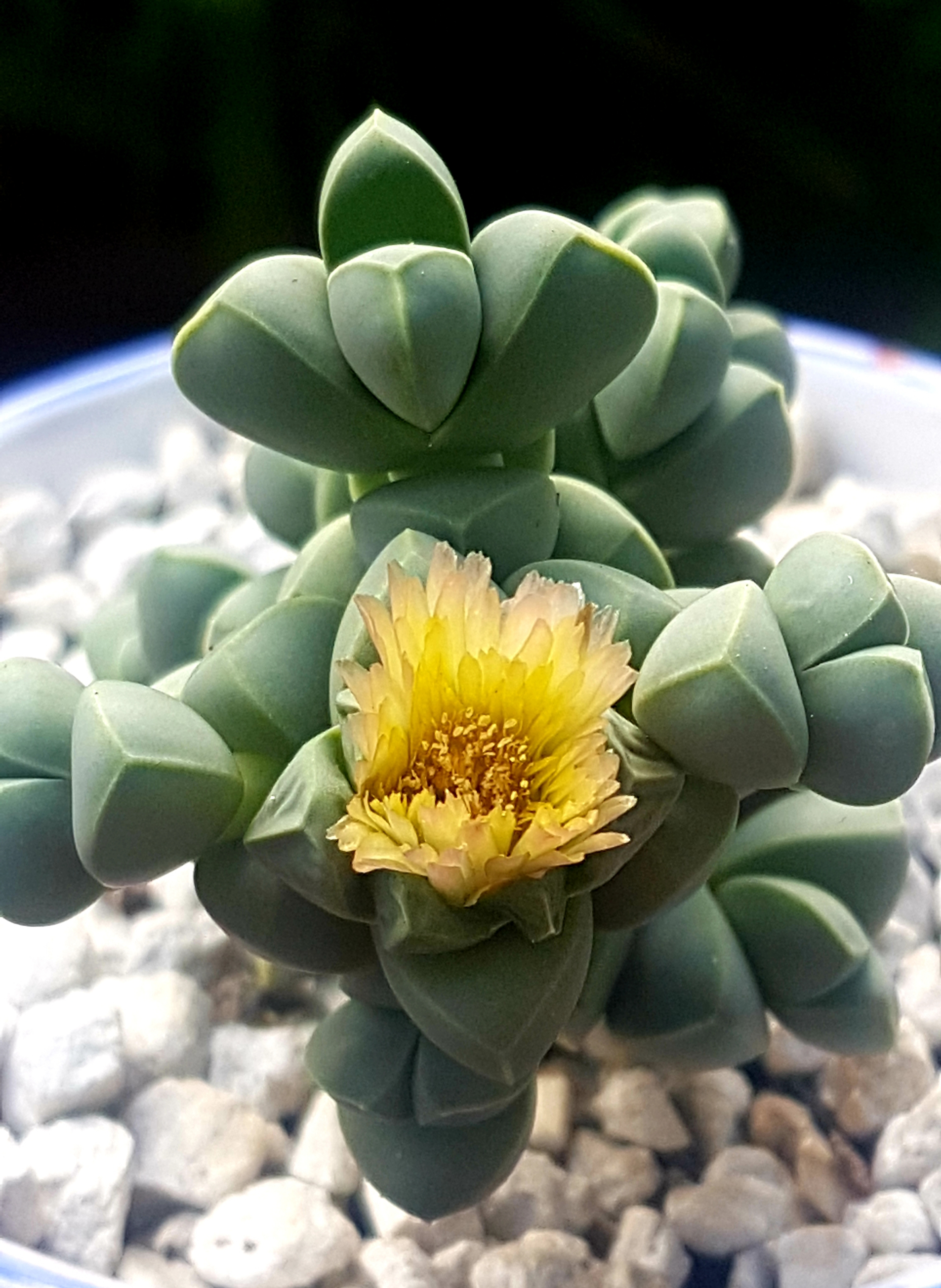
D. lehmannii
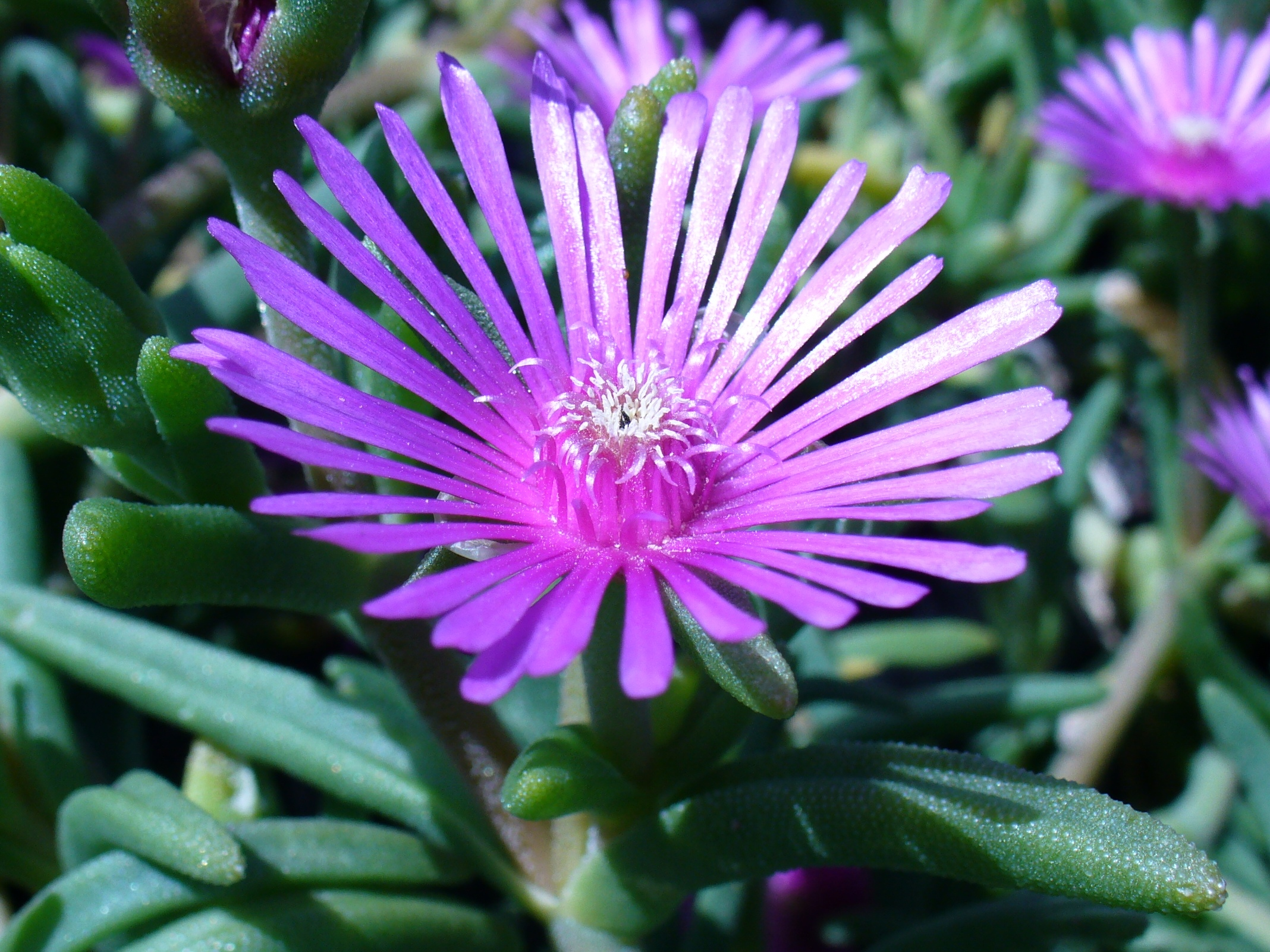
D. lydenbergense
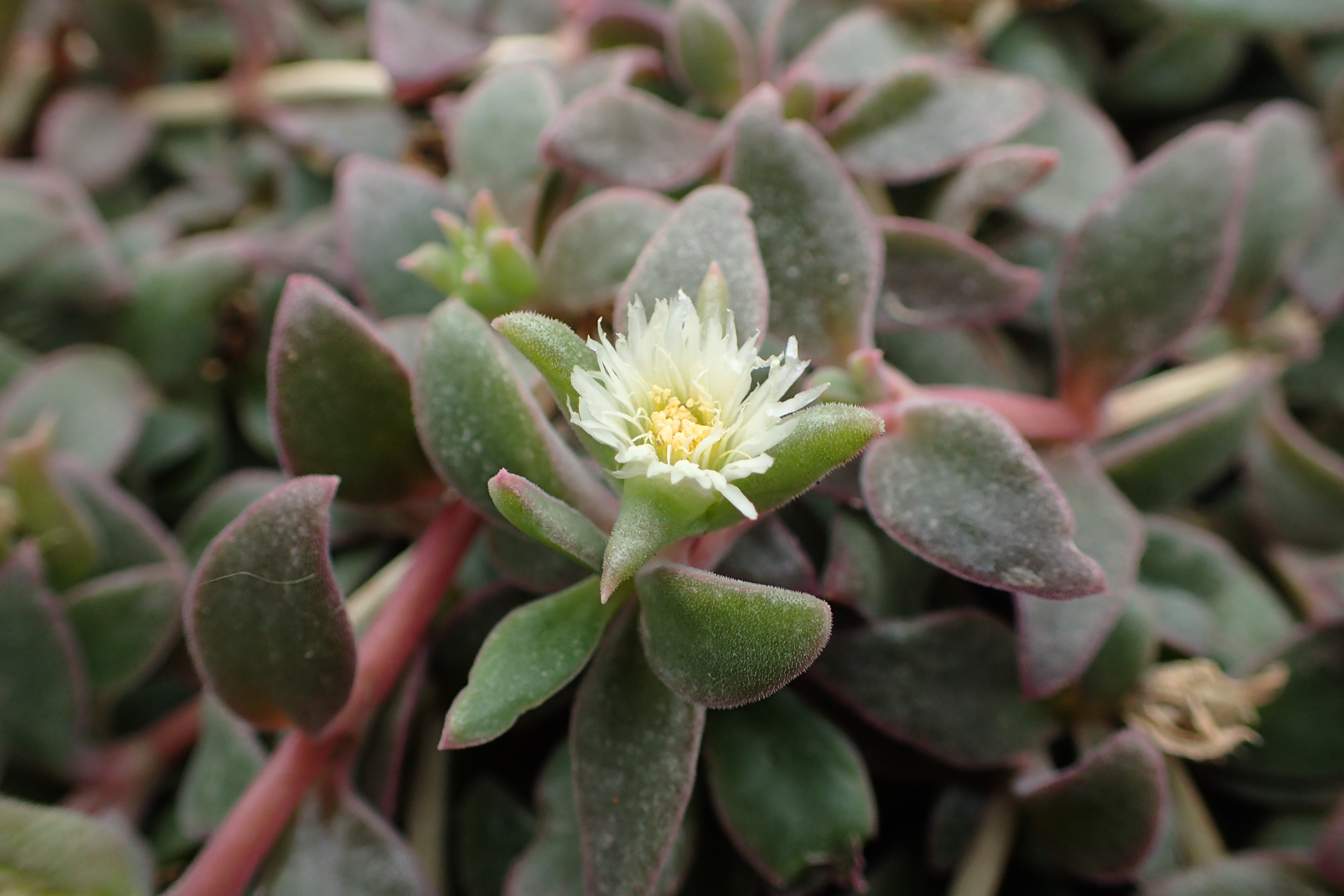
D. tradescantioides